# Belāverjān
Belāverjān (persiska: بِلاوَرجان, بَلاوَرجان, بَلادَرجان, بلاورجان) är en ort i Iran.   Den ligger i provinsen Markazi, i den centrala delen av landet, 240 km sydväst om huvudstaden Teheran. Belāverjān ligger 1 914 meter över havet och antalet invånare är 295.
Terrängen runt Belāverjān är platt åt sydväst, men åt nordost är den kuperad. Terrängen runt Belāverjān sluttar söderut.Runt Belāverjān är det ganska tätbefolkat, med 67 invånare per kvadratkilometer. Närmaste större samhälle är Khomeyn, 19,7 km söder om Belāverjān. Trakten runt Belāverjān består i huvudsak av gräsmarker.